# Кастел'Алферо
Кастел'Алферо (итал. Castell'Alfero) је насеље у Италији у округу Асти, региону Пијемонт.
Према процени из 2011. у насељу је живело 1038 становника. Насеље се налази на надморској висини од 138 м.

## Становништво
| 1936. | 1951. | 1961. | 1971. | 1981. | 1991. | 2001. | 2011. |
| ----- | ----- | ----- | ----- | ----- | ----- | ----- | ----- |
| 2.783 | 2.280 | 2.150 | 2.167 | 2.513 | 2.580 | 2.691 | 2.750 |